# Discomorpha davidsoni
Discomorpha davidsoni là một loài bọ cánh cứng trong họ Chrysomelidae. Loài này được Borowiec & Dabrowska miêu tả khoa học năm 1996.